# Giganteopalpus capito
Giganteopalpus capito är en fjärilsart som beskrevs av Huwe 1895. Giganteopalpus capito ingår i släktet Giganteopalpus och familjen svärmare. Inga underarter finns listade i Catalogue of Life.